# Jessye Norman
Jessye Mae Norman (Augusta (Georgia), 15 september 1945 – New York, 30 september 2019) was een Amerikaanse (klassieke) zangeres.

## Biografie
Norman had een groot repertoire en zong zowel klassieke liedkunst en opera als jazz. Norman was van oorsprong een sopraan, maar had een groter bereik waardoor ze ook partijen voor mezzosopraan en alt kon zingen. Haar debuut in 1972 was als Cassandra in Berlioz’ Les Troyens in Royal Opera House Covent Garden in Londen. Dezelfde rol zong ze ook bij haar Metropolitan Opera-debuut in New York in 1984.  
Vanaf de jaren zeventig maakte ze een internationale carrière als een wereldster met een grote stem en een grote podiumpersoonlijkheid. Ze trad op in vele grote concertzalen, waaronder het Concertgebouw in Amsterdam. Beroemd werd in 1983 haar opname van Vier Letzte Lieder van Richard Strauss met het Gewandhausorchester Leipzig onder Kurt Masur. Verder nam ze cd's op met werken van onder anderen Franz Schubert, Georges Bizet, Gustav Mahler, Hector Berlioz, Eric Satie, Francis Poulenc en Maurice Ravel.
Ze werd gevraagd op te treden bij vele belangrijke ceremonies. Op de Franse nationale feestdag 14 juli 1989, bij de viering van 200 jaar Franse Revolutie, zong ze, omhuld door de tricolore, het Franse volkslied, de Marseillaise, op de Place de la Concorde in Parijs. Ze zong ook bij de opening van de Olympische Zomerspelen 1996 in Atlanta en bij de inauguratieplechtigheden voor de tweede termijn van de Amerikaanse presidenten Reagan (1985) en Clinton (1997). 
In 2014 publiceerde ze haar memoires Stand Up Straight and Sing!, in het Nederlands uitgegeven onder de titel De muziek van mijn leven.
Jessye Norman kwam in 2015 door een dwarslaesie in een rolstoel terecht. Ze overleed eind september 2019, op 74-jarige leeftijd, aan de gevolgen van dit ruggenmergletsel.

## Prijzen en eerbewijzen
Aan Jessye Norman zijn talloze prijzen en eerbewijzen uitgereikt. Ze kreeg vijf Grammy Awards en in 2006 de Grammy Lifetime Achievement Award. Ze ontving meer dan 30 eredoctoraten, onder meer aan de Howard-universiteit (1982), het Boston Conservatorium (1984), de Universiteit van Cambridge (1987), de Harvard-universiteit (1988), de Juilliard School of Music (1990), de Yale-universiteit (1990), de Northwestern-universiteit (2011) en de University of Rochester (2013). Samen met Murray Perahia kreeg ze de Wolfprijs voor muziek 2015. Norman werd in 1999 opgenomen in de Georgia Music Hall of Fame. In Nederland ontving ze in 2006 de Klassieke Edison Oeuvreprijs 2006 als bekroning van haar lange carrière. De National Medal of Arts werd haar in 2009 uitgereikt door president Obama. In 2018 ontving ze de gouden medaille van de Royal Philharmonic Society.

## Albums
- Vier Letzte Lieder (1983)
- 'Schubert. Lieder' (1984)
- With a Song in My Heart (1984)
- Christmastide (1990)
- Amazing Grace (1991)
- Jessye Norman at Notre Dame (live) (1991)
- Classics (1992)
- Lucky to Be Me (1992)
- In the Spirit (1996)
- Jessye Norman (1999)
- I Was Born in Love With You (2000)